# Payback 2
Payback 2: The Battle Sandbox est un jeu vidéo d'action développé et publié par Apex Designs Entertainment Ltd. Il s'agit d'un remake ou d'une suite du Payback original.  Il a été publié pour la première fois le 4 octobre 2012 pour iOS et est devenu gratuit en 2013,. Il est également désormais disponible sur Android depuis le 10 octobre 2014. 

## Gameplay
Payback 2 a un mode histoire avec plusieurs chapitres, l'objectif habituel étant que le joueur accomplisse les missions assignées par les choix du joueur pour obtenir suffisamment d'argent pour terminer le chapitre, débloquant le suivant. Le joueur répondra aux téléphones publics qui sonnent, où des instructions de l'Assistant Google et d'Alexa, généralement via deux de son Assistant, sont données. Le joueur peut également obtenir de l'argent grâce à des activités telles que la destruction de chars et la mort de piétons. Après avoir commis des crimes, le joueur doit être arrêté ou tué par la police, le SWAT ou l'armée. Certains de ces événements incluent: « Brawl », l'objectif étant de tuer le plus d'adversaires, « Gang Warfare », pratiquement « Brawl » mais avec deux équipes, « Capture the Swag », une parodie du jeu d'extérieur Capture the flag, « Conquest » où le joueur doit capturer des « zones », « Kingpin », similaire à « Conquest » mais ne prend qu'une seule zone à capturer, « Race » où le joueur affronte les personnages de l'IA dans divers véhicules autour de divers itinéraires dans les différentes cartes, « Sprint », pratiquement « Race » mais les itinéraires sont plus courts, et « Knockout », comme « Race » mais le joueur ayant la dernière place est détruit, et le créateur peut partager le long « shortcode » à quatre caractères, qui est requis pour rejoindre, avec qui ils veulent jouer avec. À l'issue d'un match public ou privé, les joueurs gagnent un montant de XP en fonction de leur résultat. Avec leur résultat soumis au classement[réf. nécessaire].
La musique utilisée dans la scène de démarrage du jeu est Requiem Mass en ré mineur - Lacrimosa dies illa de Wolfgang Amadeus Mozart. 

## Développement
Le Payback original se concentrait sur le gameplay solo, cependant en créant Payback 2, James Daniels d'Apex Designs a décidé de créer de meilleurs graphismes et de mettre davantage l'accent sur le gameplay multijoueur,. En mai 2015, Apex Designs a publié une mise à jour qui a considérablement amélioré les graphismes du jeu. Les textures originales, qui étaient utilisées depuis le Payback original, ont été remplacées par des versions remasterisées, et les mécanismes d'éclairage ont également été considérablement améliorés. La vue de la caméra par défaut a également été modifiée, passant d'un PDV en hauteur à un PDV à la troisième personne. En décembre 2016, Payback 2 a reçu une autre mise à jour majeure, y compris un système de physique de corps rigide approprié et plus réaliste, une meilleure gravité, des modèles de véhicules améliorés, des modèles de personnages, de la physique de conduite et plus encore,.  

## Accueil
Lors de sa sortie, TouchArcade a félicité Payback 2 pour être un clone compétent de Grand Theft Auto, mais a critiqué son manque de bonne histoire. Slide2Play était moins enthousiaste, affirmant que le jeu « ... a encore des problèmes avec sa conception de base. Gagner une course est littéralement aussi simple que d'aller de l'avant ... il est difficile de cibler les (autres) méchants dans la mission de tir à pied du jeu... La prise de vue est également rendue difficile par le fait que tout le monde à l'écran est minuscule et semble se fondre dans les environnements ternes ». Plusieurs journalistes ont également signalé avoir des problèmes pour se connecter ou trouver des personnes avec qui jouer en ligne,.  